# John Metchie III
John Metchie III (Brampton, Ontario, 18 de julio de 2001) es un jugador profesional canadiense de fútbol americano, se desempeña en la posición de wide receiver en Houston Texans, en la National Football League (NFL).

## Carrera
Fue seleccionado en la Reunión Anual de Selección de Jugadores de la NFL de 2022. Hizo su debut profesional con el equipo Houston Texans, lleva jugando dos temporadas.